# Satnica Đakovačka
 Satnica Đakovačka  è un comune della Croazia di 1 850 abitanti della Regione di Osijek e della Baranja.